# Setge de Cadis
El setge de Cadis va ser el setge d'aquesta important ciutat portuària espanyola per l'exèrcit francès des del 5 de febrer de 1810 fins al 24 d'agost de 1812. Després de l'ocupació de Madrid el 23 de març de 1808, San Fernando (prop de Cadis) es va convertir en seu del govern espanyol, sent atacades ambdues localitats per seixanta mil soldats francesos sota el comandament del mariscal Claude-Victor Perrin, sent un dels més importants setges de la guerra. La defensa de la ciutat va estar a càrrec de dos mil soldats espanyols, reforçats posteriorment per deu mil més, així com per tropes britàniques i portugueses.
Durant el setge, que va durar dos anys i mig, les Corts Generals del Govern a Cadis (Corts de Cadis) van elaborar una nova constitució per reduir el poder de la monarquia, una constitució eventualment revocada per Ferran VII. En octubre de 1810 es va enviar per socórrer Cadis un exèrcit anglo-espanyol de socors posat en vigor després de la desastrosa batalla de Fuengirola. Un segon intent de socors es va fer des de Tarifa el 1811, no obstant això, malgrat derrotar l'exèrcit francès dirigit pel Mariscal Claude Victor en la batalla de la Barrosa, el setge no es va aixecar.
En 1812, després de la batalla de Salamanca, les tropes franceses es van veure obligades a retirar-se d'Andalusia, davant el temor de veure's voltades pels exèrcits aliats. La derrota a Cadis de les tropes franceses va contribuir a l'alliberament d'Espanya de l'ocupació francesa, a causa de la supervivència del Govern espanyol i a la utilització de Cadis com a base per les forces aliades.

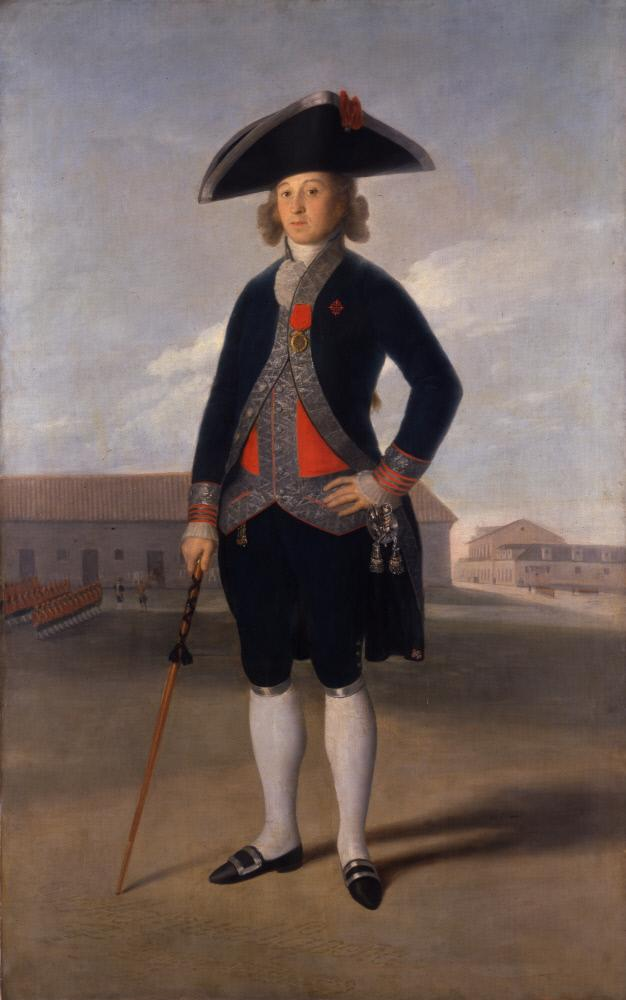
Manuel de La Peña

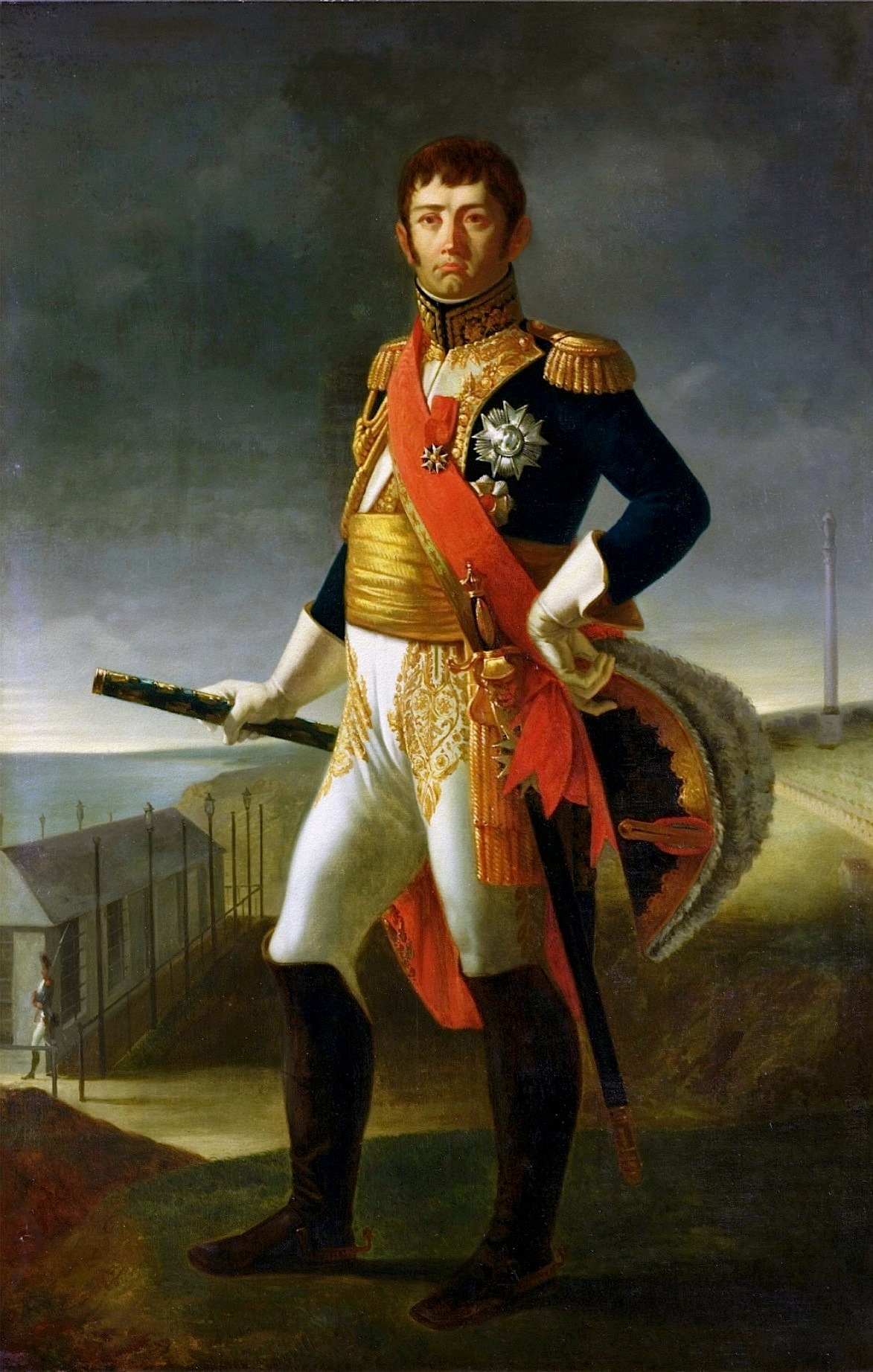
Nicolas Jean de Dieu Soult

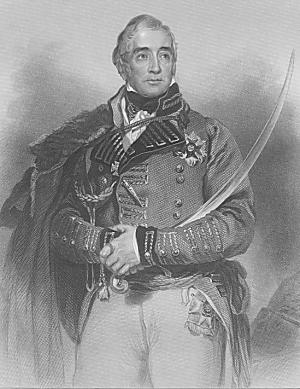
Thomas Graham

## Preludi de la batalla
A principis de 1800 la guerra s'estava gestant entre Napoleó I i el tsar rus Alexandre I. Napoleó va veure els interessos comuns de Gran Bretanya i Rússia com una amenaça. El duc de Cadore, assessor de l'emperador dels francesos, va recomanar que els ports d'Europa romanguessin tancats als britànics, afirmant que 
| «                    | Una vegada a Cadis, senyor, vostè estarà en una posició de descans o bé per enfortir els llaços amb Rússia. | » |
| — Jean de Dieu Soult | |   |

Nicolás Soult i el seu exèrcit francès van envair Portugal en 1809, però van ser derrotats per Arthur Wellesley a Porto el 12 de maig. Els exèrcits britànic i espanyol van avançar en l'Espanya peninsular. No obstant això, per la falta de fe en l'exèrcit espanyol, Wellesley es va veure obligat a retirar-se a Portugal després de les derrotes espanyoles en la batalla d'Ocaña i la batalla d'Alba de Tormes. El 1810 la guerra havia arribat a un punt mort. Les posicions espanyoles i portugueses van ser reforçades per Wellesley amb la construcció de les línies de Torres Vedras, i la resta de les forces espanyoles es va veure obligat a defensar el govern espanyol a San Fernando i Cadis contra l'Exèrcit de Soult d'Andalusia.

## El Setge
La ciutat de Cadis i la de San Fernando (llavors anomenada Real Vila de la Isla de León) foren envoltades pels exèrcits de Soult i Claude-Victor Perrin, atrinxerats a Chiclana de la Frontera, Puerto Real i El Puerto de Santa María, poblacions de la Badia de Cadis situades en un semicercle al voltant de la ciutat. En el cas de la primera posició, Chiclana, només una zona d'aiguamolls i el caño de Sancti Petri separaven les forces franceses dels exèrcits aliats acantonats a San Fernando. Inicialment, els francesos van enviar un emissari demanant la rendició de les dues places; no obstant això, aquesta va ser rebutjada. Les tropes assetjadores van iniciar-ne el bombardeig utilitzant les peces d'artilleria més potents de l'època, com els morters Grand, que van haver de ser abandonats després de la retirada francesa i que tenien un abast de fins a tres quilòmetres, cosa impensable fins llavors. Els francesos van continuar bombardejant Cadis i San Fernando fins a finals de 1810; no obstant això, la distància extrema des de la qual disparaven va disminuir l'efecte dels bombardeigs.
El terreny que envolta les sòlides fortificacions gaditanes, terrenys fangosos d'aiguamolls solcats per rierols i rambles com la de Sancti Petri, que els va resultar impossible de travessar a les tropes napoleòniques, cosa que va dificultar les operacions militars juntament amb la falta de subministraments i, en particular, la manca de municions. Endemés el desgast que la guerrilla espanyola feia en la rereguarda francesa dificultava les comunicacions internes amb la resta d'Andalusia. Sovint els francesos es van veure obligats a enviar escortes de 150-200 homes per a custodiar els correus i els combois de subministraments a l'interior.
| « | El setge francès de Cadis va ser en gran part il·lusori. No hi havia cap esperança real que alguna vegada prenguessin el lloc. Molt més real era el setge de l'exèrcit francès a Andalusia. Les forces espanyoles de les muntanyes de Múrcia constantment assetjaven la part oriental de la província. Amb freqüència eren derrotats, però sempre reforçats. Un exèrcit irregular al comandament del general Francisco Ballesteros operava dins de la pròpia Andalusia. Soult va enviar sovint columnes en contra seva. Sempre es va escapar... El domini francès estava segur només a les planes del Guadalquivir i a Sevilla. | » |

Els reforços francesos van continuar arribant fins al 20 d'abril; la captura d'un fort espanyol que custodiava el camí fins a Puerto Real va contribuir a facilitar l'arribada d'aquestes forces. Aquest fort, capturat també, va proporcionar als francesos un enclavament des del qual controlar l'entrada i sortida de vaixells de l'Arsenal de la Carraca, port militar de San Fernando. Durant 1811, les forces de Claude Víctor eren limitades, a causa de les peticions de reforç de Soult per fer costat a les forces que assetjaven Badajoz. La partida de nombrosos soldats francesos, que van quedar en 15.000 va animar als defensors de Cadis i San Fernando a intentar una incursió en zona francesa, amb una sortida de 4.000 soldats espanyols, sota el comandament del general José Pascual de Zayas, va ser organitzada al mateix temps que l'arribada d'un exèrcit anglo-espanyol de socors, integrat per uns 16.000 soldats, que va desembarcar a 50 quilòmetres al sud de Tarifa. Aquesta força anglo-espanyola estava sota el comandament del general espanyol Manuel de La Peña, a la qual es va unir el contingent britànic dirigit pel tinent general Thomas Graham. El 21 de febrer de 1811, el mal temps a Tarifa va obligar les tropes a entrar a Algesires el dia 23. Finalment, el 28 de febrer, les forces aliades van començar la marxa en direcció a Cadis. Aquest grup es va enfrontar, prop de la platja de la Barrosa, amb un destacament francès, compost per dos regiments. Encara que tàcticament aquest enfrontament va ser victòria de la força aliada, amb una àliga del regiment francès capturat, estratègicament el resultat va ser indecís.
El 26 d'octubre, els bucs britànics procedents de Gibraltar van destruir les posicions franceses en El Puerto de Santa María, matant al comandant d'artilleria francès Alexandre-Antoine Hureau de Senarmont. Un intent de Claude-Victor Perrin per aixafar a la petita guarnició anglo-espanyola de Tarifa, durant l'hivern de 1811-1812, es va veure frustrat per les pluges torrencials i una obstinada defensa, marcant la fi de les operacions franceses contra els exteriors de la ciutat.
El 22 de juliol de 1812 Wellington va obtenir a Salamanca una victòria tàctica sobre les tropes al comandament d'Auguste Marmonti l'exèrcit anglo-hispano-portuguès va entrar a Madrid el 6 d'agost i des d'allí va avançar cap a Burgos. Adonant-se que el seu exèrcit corria el perill de ser aïllat, Soult va ordenar la retirada de Cadis, sortint de terres gaditanes el 24 d'agost. Després d'un bombardeig de l'artilleria, els francesos van col·locar juntes les boques de més de 600 canons, a fi de destruir-los. Encara que aquestes armes no van poder ser utilitzades pels espanyols i els britànics, les forces aliades van capturar 30 llanxes canoneres i una gran quantitat de tendes.

## Conseqüències
El fracàs del setge de la plaça defensada per militars professionals, on va establir-se la seu de la Junta Suprema Central, que hi va arribar amb la consigna que calia seguir lluitant fins al final i dirigia la resistència a tota la península, va ser fonamental per al resultat de la guerra, perquè si hagués caigut Cadis, la contesa s'hauria acabat.
El morter Grand va ser col·locat a St. James's Park, Londres, com un regal als britànics en honor del duc de Wellington.